# Rocky Mountain Horse
Rocky Mountain är en hästras som härstammar från kanten av Appalachbergen i östra Kentucky, USA. Rocky Mountain-hästarna anses fortfarande som en ovanlig ras i sitt hemland. Den har dock ökat i popularitet, mycket på grund av den lite ovanliga, djupt chokladbruna färgen med den ljusa manen som kallas silversvart eller silverbrun.  Rasen innehar en extra gångart, som påminner mycket om islandshästens tölt. Rocky Mountainhästen är en typisk bergshäst som är säker på foten och är därför populär hos de som rider mycket i skog och mark. 

## Historia
Rocky Mountainhästen är ganska ny som hästras men ursprunget ligger i de spanska hästar som togs med till USA med de spanska conquistadorerna under 1500- och 1600-talet. Den man som utvecklat rasen hette Sam Tuttle och han bedrev turridning uppe i bergen under namnet Natural Bridge Resort Park i Kentucky, USA. En av besökarnas favoriter var hingsten Tobe. Hingsten var lugn och säker på foten och rörde sig i den, för rasen karakteristiska gångarten som Sam Tuttle menade var ett arv från de spanska hästarna som var Tobes förfäder. Man tror även att en av förfäderna var den gamla passgångaren rasen Narragansett Pacer, som även den hade sitt ursprung i de spanska hästarna. 
Tobe blev 37 år gammal och det visade sig att han hade stora nedärvningsförmågor. Nästan alla avkommor fick hans goda temperament och även gångarten. Det första exemplaret av rasen registrerades så sent som 1986 men sedan dess har rasen ökat stort i antal och i status.

## Egenskaper

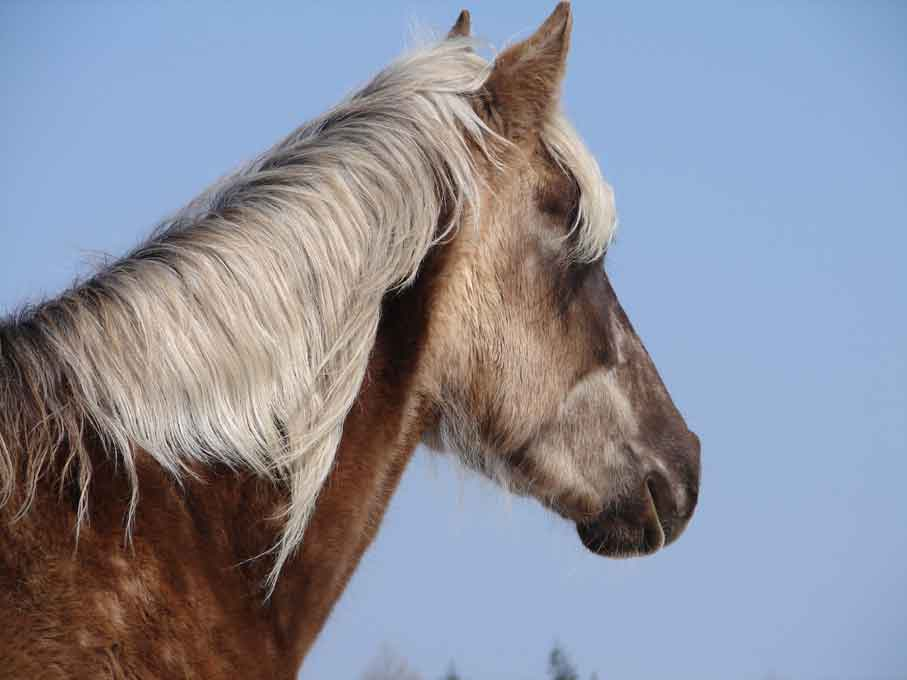
Denna Rocky Mountian Horse har en tydlig silverbrun färg

Rocky Mountainhästen ärvde precis allt från sin förfader Tobe: gångarten som påminner om islandshästens tölt, den chokladbruna färgen och det lugna och stadiga lynnet. Rasen är en väldigt säker bergshäst. På grund av sitt speciella utseende och gångart har den på senare tid blivit mer populär inom showridning och utställningar. Rasen är snabb då den på slätmark kan komma upp i hastigheter på 25 km/h, och 11 km/h i besvärlig terräng.
Det mest utmärkande draget hos Rocky Mountainhästarna den chokladbruna färgen, med ljust man och svans. Färgen är en ovanlig färg som kallas silversvart eller silverbrun (dessa är ljusare bruna och kan nästan förväxlas med en fux med ljus man och svans).